# Limnobdella chiapasensis
Limnobdella chiapasensis är en ringmaskart som först beskrevs av Arturo Caballero 1957.  Limnobdella chiapasensis ingår i släktet Limnobdella och familjen käkiglar. Inga underarter finns listade i Catalogue of Life.